# Boxe-xadrez

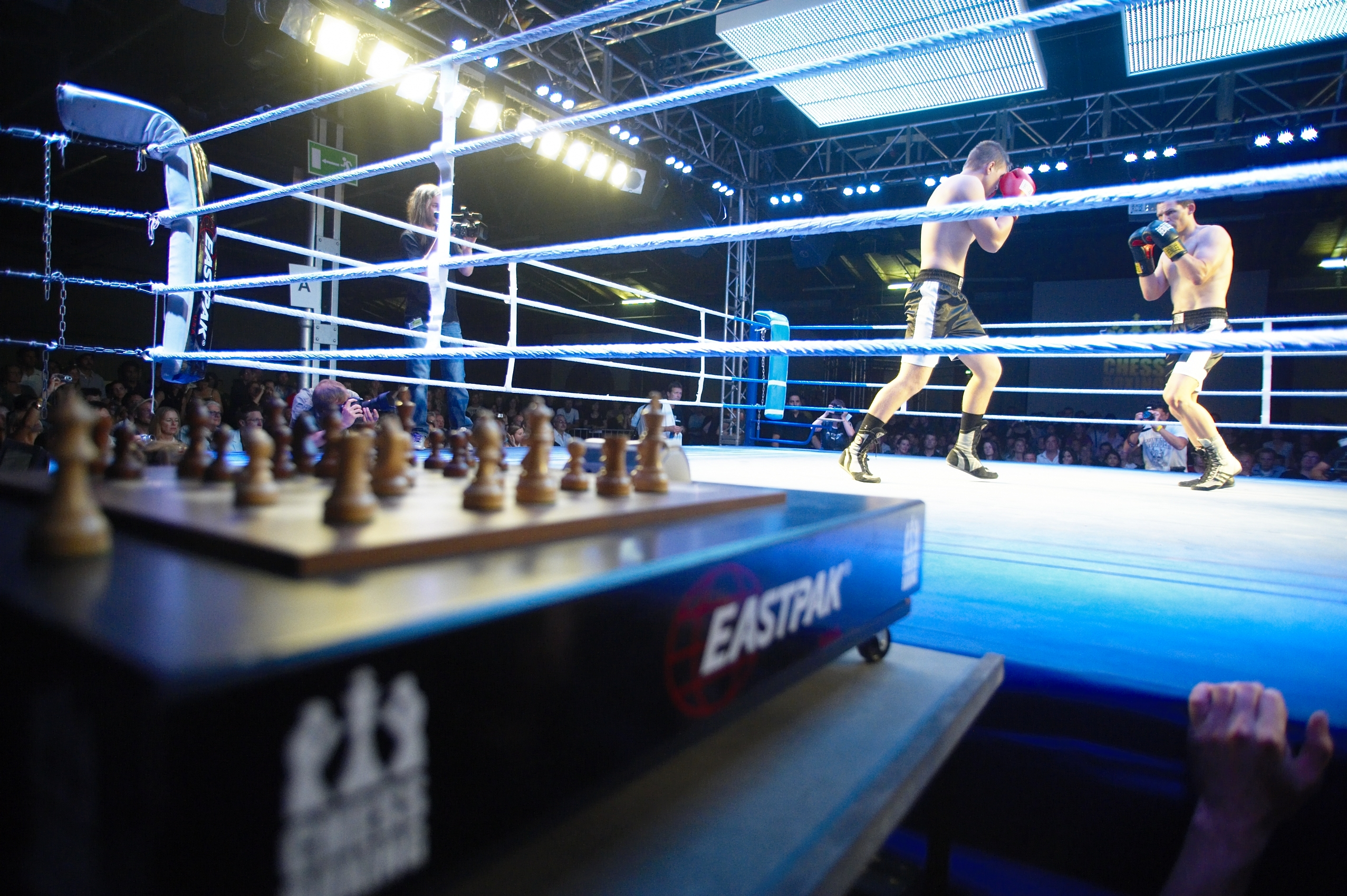

Boxe-xadrez, ou boxadrez, segundo algumas traduções, é um esporte híbrido que combina o enxadrismo e o pugilismo.
O conceito surgiu originalmente em 1992, criado pelo cartunista Enki Bilal, em cuja novela Froid-Équateur era disputada uma partida fictícia. Em 2003, o artista holandês Iepe Rubingh promoveu a primeira "luta-partida" da nova modalidade.

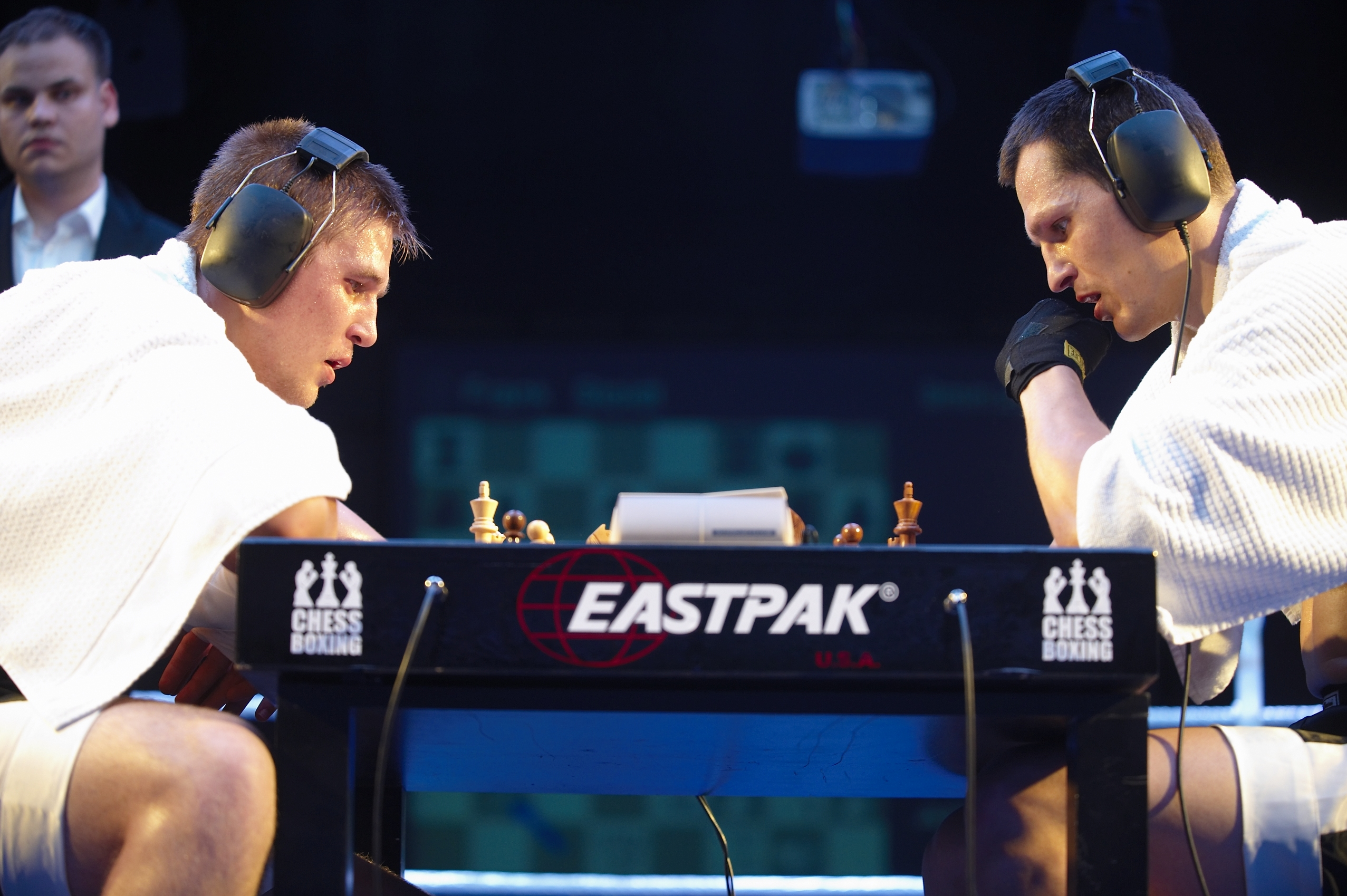

São quatro minutos de xadrez e três de boxe com intervalo de um minuto entre eles. Segundo algumas fontes, o tempo no ringue de boxe para cada round é de 2 minutos[carece de fontes?]. Ganha quem der xeque-mate no adversário ou nocautear o outro.

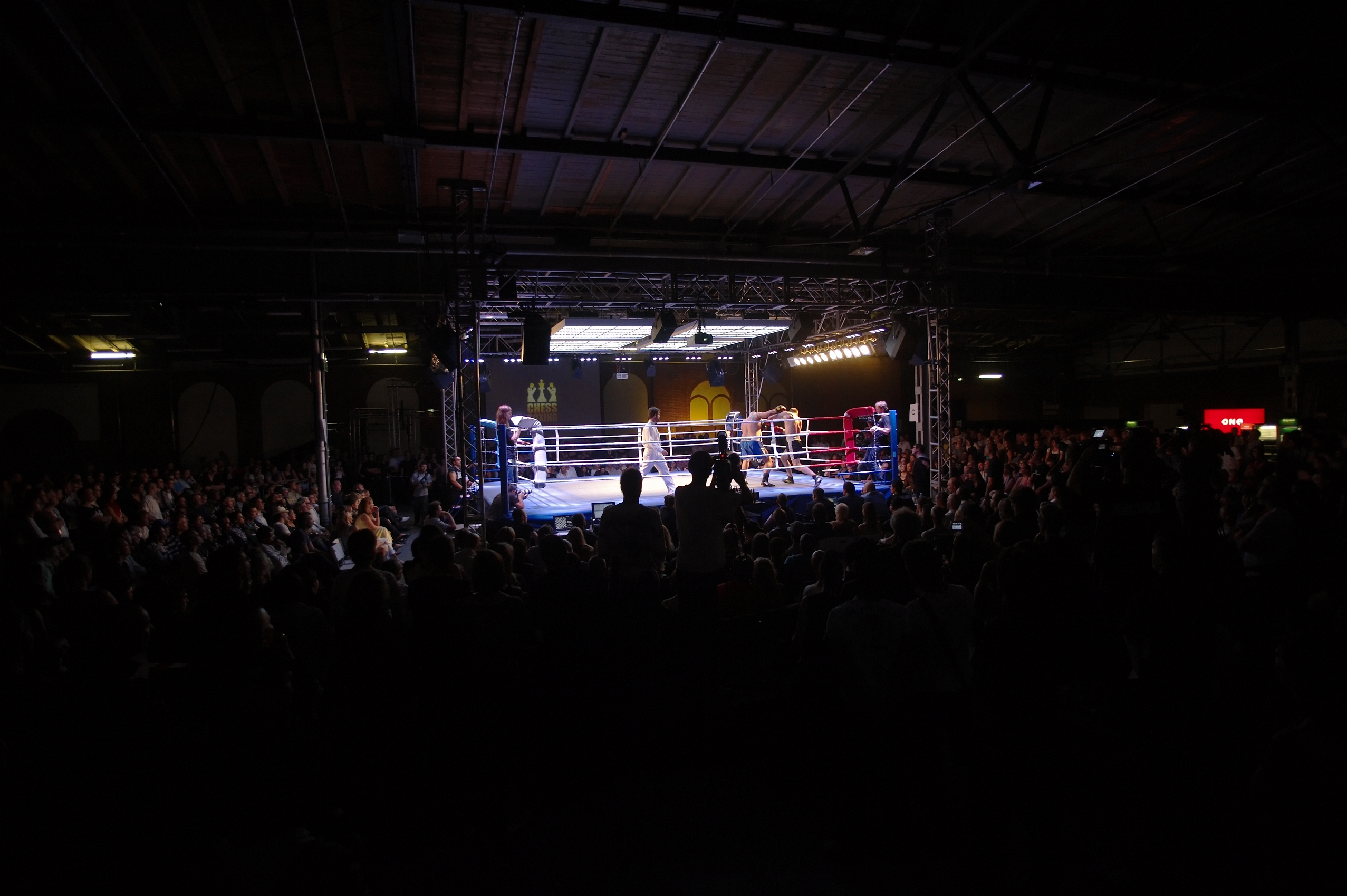